# Mousa Dagher
Mousa Dagher (arabisch موسى داغر, DMG Mūsā Dāġir; * 4. März 1991 in Homs, Syrien) ist ein syrischer Schiedsrichter im Basketball, der seit dem Jahr 2018 in der NBA tätig ist. Er trägt die Uniform mit der Nummer 28.

## Karriere

### College-Basketball
Vor dem Einstieg in die NBA arbeitete er sechs Jahre als College-Basketballschiedsrichter u. a. in der Western Athletic Conference, Big West Conference und Big Sky Conference.

### National Basketball Association
Dagher begann im Jahr 2018 seine NBA-Schiedsrichterlaufbahn beim Spiel der Phoenix Suns gegen die Los Angeles Lakers.
Zuvor war er drei Jahre als Schiedsrichter in der NBA G-League tätig.

## Privates
Er kam im Alter von 15 Jahren in die Vereinigten Staaten.